# Псалом 129

Псалом 129 на церковнослов'янській мові

129 псалом (у масоретській нумерації — 130, підзаголовок — пісня сходження, висхідна пісня) — благальна (ламентальна) молитва про прощення грішника. Автором традиційно вважається цар Давид. Дата написання — найвірогідніше Х ст. до н. е. Латинською мовою відомий своїм інципітом «De profundis».
Використовується православними і греко-католиками під час вечірньої (після Псалма 141, одночасно зі стихирами на «Господи, взиваю я…»), католиками і протестантами — як погребальна молитва. Також активно застосовується у юдаїзмі.
Перші слова 130 псалма («De profundis») стали активно вживаними у мистецтві. Така назва в літературі й музиці означає відчайнушний крик доведеної до відчаю людини. Хоральну прелюдію на цей псалом створив Йоганн Себастьян Бах. Літературні твори із заголовком «De profundis» написали Оскар Вайлд та Федеріко Гарсія Лорка. Текст поезії останнього використав Дмитро Шостакович у 14-й симфонії.

## Текст молитви
| Вірш | Гебрейська мова                                     | Койне (Септуаґінта)                                                                                                   | Латинська мова (Вульгата)                                                                               | Українська (Переклад Огієнка)                                                             |
| ---- | --------------------------------------------------- | --- | --- | ----------------------------------------------------------------------------------------- |
|      | ‏תהילים פרק קל‎                                       | ψαλμός 129, 1–8 | Psalm 129,1–8                                                                                           | Псалом 129, 1–8                                                                           |
| 1    | גשִׁיר הַמַּעֲלוֹתמִמַּעֲמַקִּים קְרָאתִיךָ יְהוָה׃                     | ωδη των αναβαθμων εκ βαθεων εκεκραξα σε κυριε                                                                         | de profundis clamavi ad te Domine                                                                       | [Благальна молитва] З глибини я взиваю до Тебе, о Господи: /                              |
| 2    | גאֲדֹנָי שִׁמְעָה בְקוֹלִי תִּהְיֶינָה אָזְנֶיךָ קַשֻּׁבוֹת לְקוֹל תַּחֲנוּנָי׃    | 2 κυριε εισακουσον της φωνης μου γενηθητω τα ωτα σου προσεχοντα εις την φωνην της δεησεως μου                         | 2 Domine exaudi vocem meam fiant aures tuae intendentes in vocem deprecationis meae                     | 2 Господи, почуй же мій голос! Нехай уші Твої будуть чулі на голос благання мого!         |
| 3    | ג ם עֲו‍ֹנוֹת תִּשְׁמָר יָהּ אֲדֹנָי מִי יַעֲמֹ׃                      | 3 εαν ανομιας παρατηρηση κυριε κυριε τις υποστησεται                                                                  | 3 si iniquitates observabis Domine Domine quis sustinebit                                               | 3 Якщо, Господи, будеш зважати на беззаконня, хто встоїть, Владико?                       |
| 4    | ד כִּי עִמְּךָ הַסְּלִיחָה לְמַעַן תִּוָּרֵא׃                          | 4 οτι παρα σοι ο ιλασμος εστιν                                                                                        | 4 quia apud te propitiatio est propter legem tuam sustinui te Domine sustinuit anima mea in verbum eius | 4 Бо в Тебе пробачення, щоб боятись Тебе…                                                 |
| 5    | ה וִּיתִי יְהוָה קִוְּתָה נַפְשִׁי וְלִדְבָרוֹ הוֹחָלְתִּי׃                | 5 ενεκεν του νομου σου υπεμεινα σε κυριε υπεμεινεν η ψυχη μου εις τον λογον σου                                       | 5 speravit anima mea in Domino                                                                          | 5 Я надіюсь на Господа, має надію душа моя, і на слово Його я вповаю.                     |
| 6    | ו פְשִׁי לַאדֹנָי מִשֹּׁמְרִים לַבֹּקֶר שֹׁמְרִים לַבֹּקֶר׃                 | 6 ηλπισεν η ψυχη μου επι τον κυριον απο φυλακης πρωιας μεχρι νυκτος απο φυλακης πρωιας ελπισατω ισραηλ επι τον κυριον | 6 a custodia matutina usque ad noctem speret Israhel in Domino                                          | 6 Виглядає душа моя Господа більш, ніж поранку сторожа, що до ранку вона стереже.         |
| 7    | ז יַחֵל יִשְׂרָאֵל אֶל יְהוָה כִּי עִם יְהוָה הַחֶסֶד וְהַרְבֵּה עִמּוֹ פְדוּת׃ | 7 οτι παρα τω κυριω το ελεος και πολλη παρ' αυτω λυτρωσις                                                             | 7 quia apud Dominum misericordia et copiosa apud eum redemptio                                          | 7 Хай надію складає Ізраїль на Господа, бо з Господом милість, і велике визволення з Ним, |
| 8    | ח וְהוּא יִפְדֶּה אֶת יִשְׂרָאֵל מִכֹּל עֲו‍ֹנֹתָיו׃                    | 8 και αυτος λυτρωσεται τον ισραηλ εκ πασων των ανομιων αυτου                                                          | 8 et ipse redimet Israhel ex omnibus iniquitatibus eius.                                                | 8 і Ізраїля визволить Він від усіх його прогріхів!                                        |

## Пояснення змісту
Цей псалом — молитовний крик до Господа явити милість Своєму народові. Коли псалом оспівувався паломниками, впевненими, що Бог прощає гріхи, в ньому виражалася загальна надія Ізраїлю, що настане день, коли Господь позбавить його від наслідків його гріхів, що накликали важкі біди на Ізраїль.
Псалом можна умовно поділити на три частини:
A. Благання про милість (129:1–2)
129:1–2. Саме з глибини цих лих (які в тексті псалма не конкретизуються) волає псалмоспівець до Бога і просить Господа прихильно вислухати його.
Б. Впевненість у прощенні (129:3–4)
129:3–4. Псалмоспівець не сумнівається, що жодна людина не встояла б перед судом Божим, якби Бог бра до уваги всі беззаконня і заслужено карав би кожне прогрішення. Але велика втіха в тому, що Бог прощає і не кожне беззаконня «помічає». Втіха ця зігріває серця віруючих в усі віки.
Властивість Господа прощати пробуджує в благочестивих людях побожний страх перед Ним (по-іншому — «благоговіння»; загальний термін, що включає поняття серцевого поклоніння Йому і покори). У Св. Писанні знаходимо чимало прикладів того, як змінює людей благоговійний страх перед Богом; зміна це починається з боязні людини згрішити. Вона навертає грішників і робить їх святими. Так, Господь прощає, але в жодному разі не можна підходити до цієї обставини легковажно.
B. Надія на Господа (129:5–8)
129:5–6. Сподіваючись на Господа, уповаючи на Нього, псалмоспівець очікує явища милості Його з нетерпінням більшим, ніж очікують варти — ранку (маються на увазі нічні варти, що ходили по місту в очікуванні своєї ранкової зміни).
129:7–8. Заключна молитва про позбавлення Ізраїлю від усіх беззаконь його (можливо, «глибина» у вірші 1 означає глибину духовного падіння народу) із милосердя Господнього.

## Різниця між часто вживаними в Україні перекладами
| Переклад Огієнка                                                                           | Переклад І. Хоменка                                                                | Біблія УБТ (переклад Турконяка)                                                                                           | Російський синодальний переклад                                                       | Літургійний переклад УГКЦ                                                                                     |
| ------------------------------------------------------------------------------------------ | ---------------------------------------------------------------------------------- | --- | ------------------------------------------------------------------------------------- | --- |
| 1 З глибини я взиваю до Тебе, о Господи:                                                   | 1 Висхідна пісня. З глибин взиваю, Господи, до тебе.                               | 1 Пісня ступенів. З глибин я закликав до Тебе, Господи.                                                                   | 1. Песнь восхождения. Из глубины взываю к Тебе, Господи.                              | 3 глибин взиваю до тебе, Господи,* Господи, почуй мій голос.                                                  |
| 2 Господи, почуй же мій голос! Нехай уші Твої будуть чулі на голос благання мого!          | 2 О Господи, почуй мій голос! Хай твої вуха будуть уважні до голосу благання мого! | 2 Господи, вислухай мій голос. Хай твої уха будуть сприйнятливі до голосу мого благання.                                  | 2. Господи! услышь голос мой. Да будут уши Твои внимательны к голосу молений моих.    | Нехай будуть твої вуха уважні,* до голосу благання мого.                                                      |
| 3. Якщо, Господи, будеш зважати на беззаконня, хто встоїть, Владико?                       | 3 Коли ти, Господи, зважатимеш на провини, — о Господи, хто встоїться?             | 3 Якщо спостерігатимеш за беззаконням Господи, Господи, хто встоїться?                                                    | 3. Если Ты, Господи, будешь замечать беззакония, — Господи! кто устоит?               | Коли ти, Господи, зважатимеш на беззаконня,* то хто встоїться, Господи. Та в тебе є прощення.                 |
| 4. Бо в Тебе пробачення, щоб боятись Тебе…                                                 | 4 Та в тебе є прощення, щоб мали страх перед тобою.                                | 4 Бо в Тебе є прощення.                                                                                                   | 4. Но у Тебя прощение, да благоговеют пред Тобою.                                     | Коли ти, Господи, зважатимеш на беззаконня,* то хто встоїться, Господи. Та в тебе є прощення.                 |
| 5. Я надіюсь на Господа, має надію душа моя, і на слово Його я вповаю.                     | 5 Жду на Господа, душа моя жде, і я надіюся на його слово:                         | 5 Задля твого закону я чекав на Тебе, Господи, моя душа чекала на твоє слово.                                             | 5. Надеюсь на Господа, надеется душа моя; на слово Его уповаю.                        | |
| 6. Виглядає душа моя Господа більш, ніж поранку сторожа, що до ранку вона стереже.         | 6 Душа моя чекає на Господа більш, ніж сторожа на ранок.                           | 6 Моя душа поклала надію на Господа від ранньої сторожі аж до ночі. Від ранньої сторожі хай Ізраїль надіється на Господа. | 6. Душа моя ожидает Господа более, нежели стражи — утра, более, нежели стражи — утра. | Задля імени твого надіюсь на тебе, Господи,* надіється душа моя на слово твоє; надіється душа моя на Господа. |
| 7. Хай надію складає Ізраїль на Господа, бо з Господом милість, і велике визволення з Ним, | 7 Надійсь, Ізраїлю, на Господа, бо в Бога є милість, і відкуплення велике в нього. | 7 Бо в Господа милосердя, і в Нього велике визволення,                                                                    | 7. Да уповает Израиль на Господа, ибо у Господа милость и многое у Него избавление,   | Від ранньої сторожі до ночі,* від ранньої сторожі нехай уповає Ізраїль на Господа.                            |
| 8. і Ізраїля визволить Він від усіх його прогріхів!                                        | 8 Він викупить Ізраїля з усіх його злочинів.                                       | 8 і Він визволить Ізраїля від всього його беззаконня.                                                                     | 8. и Он избавит Израиля от всех беззаконий его.                                       | Бо в Господа милість і відкуплення велике в нього;* він визволить Ізраїля від усього беззаконня його.         |

## Використання у мистецтві
Назва цієї широковідомої католицької молитви є в мистецтві символом відчаю та благання Бога про помилування. Ось деякі приклади використання слів псалому 129 в музиці та літературі.

### Ренесанс і бароко
- Поліфонічні твори композиторів епохи Ренесансу Жоскена Депре й Орландо ді Лассо.
- Кантата Й. С. Баха «Aus der Tiefen rufe ich, Herr, zu dir», BWV 131
- Марк Антуан Шарпантьє: сім творів «De profundis», H 156 (приблизно 1675 рік), H 189 у 1683 році для солістів, на два хори, флейти, струнних інструментів та баса з нагоди поховання Марії Терезії Іспанської, дружини Людовика XIV, опісля H 211, H 212, (H 213, H 213 a), H 222 1690 року і H 232, дата написання якого невідома.

### XVIII–XIX століття
- Лист-сповідь Оскара Вайлда має назву «De Profundis». Щоправда, автор не давав такої назви, її придумав журналіст Роберт Росс.
- Пісню «Із глибини взиваю до Тебе, Господи» обробив у 1830 році Фелікс Мендельсон.
- Ференц Ліст у 1834 році працював над твором «De Profundis» для фортепіано й оркестру, але так і не завершив його.

### ХХ століття
- Назву «De profundis» має один із віршів Федеріко Гарсія Лорки. Цей вірш використав Дмитро Шостакович у своїй знаменитій 14 симфонії.
- У фільмі М. Найта Ш'яламана «Шосте чуття» хлопчик Коул часто читає цю молитву в церкві.
- Такий псевдонім мав австрійський письменник Альфонс Петцольд.

### ХХІ століття
- У 2007 році українське видавництво «Грані-Т» заснувало однойменну книжкову серію.
- Альбом, із назвою «De profundis» має польська рок-група Vader, у рок-групи ASP є однойменна пісня.

## Псалом 129 вюдаїзмі
- Псалом 130 читається як частина літургії в час Ямім Нораїм, співали відповідально перед відкритим Арон га-Кодеш під час ранкової служби від Рош га-Шана до Йом-Кіпуру. Звичай читання цього псалма був призабутий, але згодом відроджений Філіпом Бірнбаумом і організацією Artscroll у ХХ столітті[2]
- Читається після Мінхи між Сукотом і Великою Суботою.[3]
- Читається під час Ташлиха[en].[4]
- Окрім того, цей псалом традиційно читається як молитва за хворих.
- Вірші 3–4 є частиною відкриття пункту довгий Таханун читається по понеділках і четвергах.[5]